# تيم هيكس (لاعب كرة قدم أمريكية)
تيم هيكس (بالإنجليزية: Tim Hicks)‏ هو لاعب كرة قدم أمريكية أمريكي، ولد في 20 أكتوبر 1979.

## وصلات خارجية
- تيم هيكس على موقع JustSportsStats.com (الإنجليزية)